# مسرشمیت ام‌ایی ۲۱۰
مسرشمیت ام‌ایی ۲۱۰ (به آلمانی: Messerschmitt Me 210) یک هواگرد تک‌باله دوموتوره دو سرنشین از گونه جنگنده سنگین ساخت شرکت مسرشمیت آگه در آلمان بود که اواخر دهه ۱۹۳۰ به عنوان جایگزین ب‌اف ۱۱۰ طراحی شد و در جریان جنگ جهانی دوم در نقش‌های مختلف در لوفت‌وافه خدمت کرد.

## طراحی و توسعه
شرکت مسرشمیت آگه طرح ام‌ایی ۲۱۰ را میانه سال ۱۹۳۷ به عنوان جایگزینی نیرومندتر برای ب‌اف ۱۱۰، به وزارت هوانوردی رایش ارائه کرد. این هواگرد دو سرنشین نیرومحرکه خود را از دو موتور دایملر-بنتس ۶۰۳آ هر یک با توان ۱٬۸۵۰ اسب بخار می‌گرفت. نصب ترمز شیرجه امکان استفاده از آن به عنوان بمب‌افکن شیرجه‌ای را فراهم می‌آورد. پیش از آن که مرحله طراحی آن تمام شود، ۱٬۰۰۰ فروند از آن سفارش شد. نخستین هواگرد ام‌ایی ۲۱۰ ماه سپتامبر سال ۱۹۳۹ به پرواز درآمد. عملکرد آن بسیار ناامید کننده بود. هواگرد ناپایدار و سازه آن مستعد خرابی بود. به هر صورت در جبهه مدیترانه و شرقی در نقش جنگنده-بمب‌افکن و شناسایی به‌کار برده شد. با این حال شمار زیاد و غیرقابل قبول حوادث سبب شد تولید ام‌ایی ۲۱۰ پس از ساخت ۵۵۰ فروند، ماه آوریل سال ۱۹۴۲ متوقف شود. ناکامی در طرح ام‌ایی ۲۱۰ خسارت مالی فراوانی به شرکت مسرشمیت آگه وارد کرد و ویلی مسرشمیت را زیر فشار کناره‌گیری از سمت مدیر عامل شرکت گذاشت. به هر شکل مسرشمیت آگه به عنوان بزرگ‌ترین شرکت هواگردسازی آلمان به فعالیت ادامه داد و سعی کرد با طراحی ام‌ایی ۴۱۰ مشکل را برطرف کند.